# چوئتا

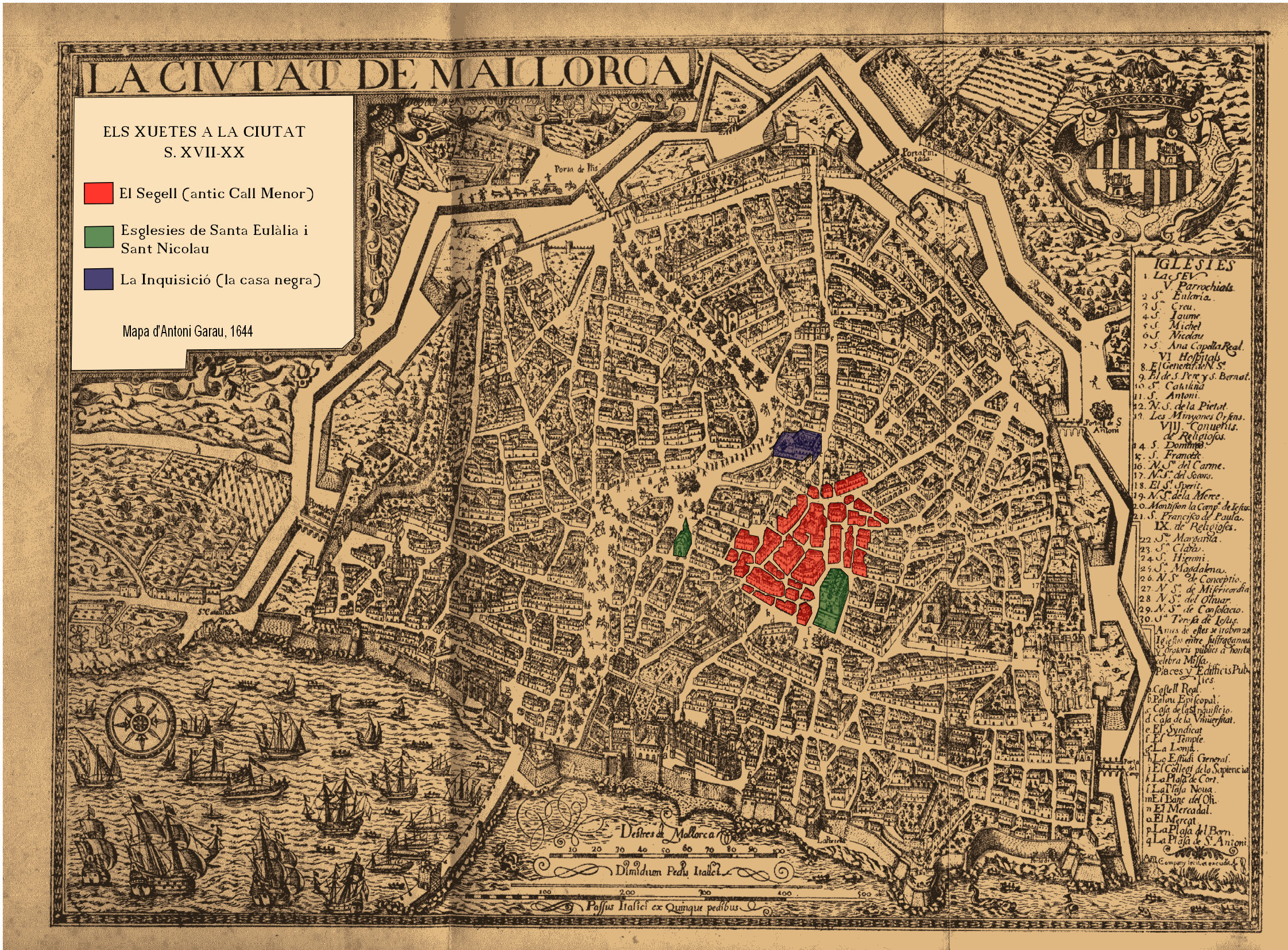
جزیره مایورکا

چوئتا (به اسپانیایی: Xueta) گروهی از مردم جزیره مایورکا هستند که بازماندگان یهودیان مایورکایی هستند که به وسیله زور وادار به گرویدن به مسیحیت شدند ولیکن در خفی به دین یهودی پایبند ماندند. این گروه افراد تنها در میان یکدیگر ازدواج کرده و تا به امروز هویت خود را حفظ کرده‌اند. هویت چوئتا تا قبل از جنگ جهانی دوم که دین مسیحیت در مایورکا جدیتر بود مخفی مانده بود؛ ولیکن بعد از جنگ جهانی دوم و گسترش آزادی مذهبی، بسیاری هویت خود را یافتند. تخمین زده می‌شود که حدود ۱۸۰۰۰ نفر در مایورکا دارای نام‌های خانوادگی چوئتا هستند ولیکن درصد کمی به هویت واقعی خود آگاهند.

## نام‌گذاری
ریشه نام چوئتا از نام چوئتو که از ریشه جوئیو به معنی یهودی است گرفته شده‌است. بعضی دیگر اعتقاد دارند که چوئتا به معنی خوک است و بر اساس یک داستان رایج به این دلیل اطلاق می‌شد که چوئتا در انظار عمومی خوک مصرف می‌کردند تا پیروی خود را از مسیحیت نشان دهند. این نامگذاری مشابه نامگذاری مارانو در اسپانیایی است که آن نیز به معنی خوک می‌باشد.

## نام‌های خانوادگی چوئتا
بعضی نام‌های خانوادگی در مایورکا به صورت مشخصی دارای ریشه یهودی است. از آن جمله می‌توان به Abraham, Daviu, Duran, Jordà, Maimó, Salom, Mateu و Vidal اشاره کرد.